# Arthur Ballue
Pour les articles homonymes, voir Ballue.
Arthur Ballue est un homme politique et éditeur français né le 16 décembre 1835 à Conty (Somme) et décédé le 22 février 1894 à Saint-Maurice.
Ancien élève de l'école militaire de Saint-Cyr, il quitte l'armée en 1871 avec le grade de capitaine. Il se lance dans le journalisme au Progrès de Lyon, édite et est le directeur de publication du Musée universel, et devient conseiller général et député du Rhône de 1880 à 1889, siégeant à l'extrême gauche. Malade à partir de 1886, il cesse toute activité politique. Entre-temps, il édite avec Eugène Véron une dernière revue, L'Art, de 1876 à 1879.

## Décorations
- Chevalier de la Légion d'honneur en 1852[3]